# Hazardous
«Hazardous» (англ. Небезпечний) — четвертий студійний альбом австралійської співачки Ванесси Аморозі. В Австралії вийшов 6 листопада 2009. Запис пісень проходив в Лос-Анджелесі, США. Першим синглом до альбому стала пісня «This Is Who I Am», вона посіла 1 місце на «ARIA Singles Chart». Це був перший раз, коли пісня Ванесси зайняла перше місце на чарті.
Другим синглом стала пісня «Hazardous», яка вийшла 11 грудня 2009. Вона посіла 29 місце на чарті. Офіційний реліз третього синглу «Mr. Mysterious» відбувся 23 квітня 2010. Четвертим синглом стала пісня «Holiday», що вийшла офіційно в Австралії 13 серпня 2010.

## Список пісень
| #   | Назва                              | Автор                                                       | Тривалість |
| --- | ---------------------------------- | ----------------------------------------------------------- | ---------- |
| 1.  | «This Is Who I Am»                 | Ванесса Аморозі, MachoPsycho (Robin Lynch & Niklas Olovson) | 3:25       |
| 2.  | «Mr. Mysterious» (разом з Seany B) | Ванесса Аморозі, MachoPsycho                                | 4:00       |
| 3.  | «Holiday»                          | Ванесса Аморозі, MachoPsycho                                | 3:17       |
| 4.  | «Hazardous»                        | Ванесса Аморозі, S Ridel, S Crichton, T James               | 3:26       |
| 5.  | «Off On My Kiss»                   | Ванесса Аморозі, MachoPsycho                                | 3:31       |
| 6.  | «Show Me How to Love»              | Ванесса Аморозі, Pam Reswick                                | 4:04       |
| 7.  | «Aliens & U.F.O.s»                 | Ванесса Аморозі, MachoPsycho                                | 3:15       |
| 8.  | «Summer Nights»                    | Ванесса Аморозі, MachoPsycho                                | 2:53       |
| 9.  | «Touch Me»                         | Ванесса Аморозі, MachoPsycho                                | 3:05       |
| 10. | «Baby's on Ice»                    | Ванесса Аморозі, MachoPsycho                                | 3:32       |
| 11. | «Sleep with That»                  | Ванесса Аморозі, MachoPsycho                                | 3:26       |
| 12. | «Higher Ground»                    | Ванесса Аморозі, Reswick                                    | 3:50       |
| 13. | «Blow Me Away»                     | Ванесса Аморозі, Matthew Gerrard, Steve Diamond             | 3:32       |
| 14. | «Snitch» (разом з Vince Colosimo)  | Ванесса Аморозі, MachoPsycho                                | 3:27       |

| Австралійський цифровий бонус трек від iTunes | Австралійський цифровий бонус трек від iTunes       | Австралійський цифровий бонус трек від iTunes |
| #                                             | Назва                                               | Тривалість                                    |
| --------------------------------------------- | --------------------------------------------------- | --------------------------------------------- |
| 15.                                           | «This Is Who I Am (MachoPsycho 'Euro Tech' ремікс)» | 4:02                                          |

## Чарти і сертифікація

### Тижневі чарти
| Чарт (2009)             | Місце | Сертифікація (таблиця продажів та сертифікатів) | Продажі |
| ----------------------- | ----- | ----------------------------------------------- | ------- |
| Australian Albums Chart | 7     | Платина                                         | 70,000  |

### Річні чарти
| Рік  | Чарт                         | Місце |
| ---- | ---------------------------- | ----- |
| 2009 | ARIA End Of Year Albums 2009 | 78    |
| 2010 | ARIA End of Year Albums 2010 | 70    |

## Історія релізів
| Країна          | Дата             | Формат                   | Лейбл     | Каталог |
| --------------- | ---------------- | ------------------------ | --------- | ------- |
| Австралія       | 6 листопада 2009 | Цифрове завантаження, CD | Universal | 2724567 |
| Німеччина       | 13 липня 2010    | Цифрове завантаження     | Universal | 2724567 |
| Німеччина       | 23 липня 2010    | CD                       | Universal | 2724567 |
| Велика Британія | 26 липня 2010    | Цифрове завантаження, CD | Island    |         |